# Subprefectura de Ishikari

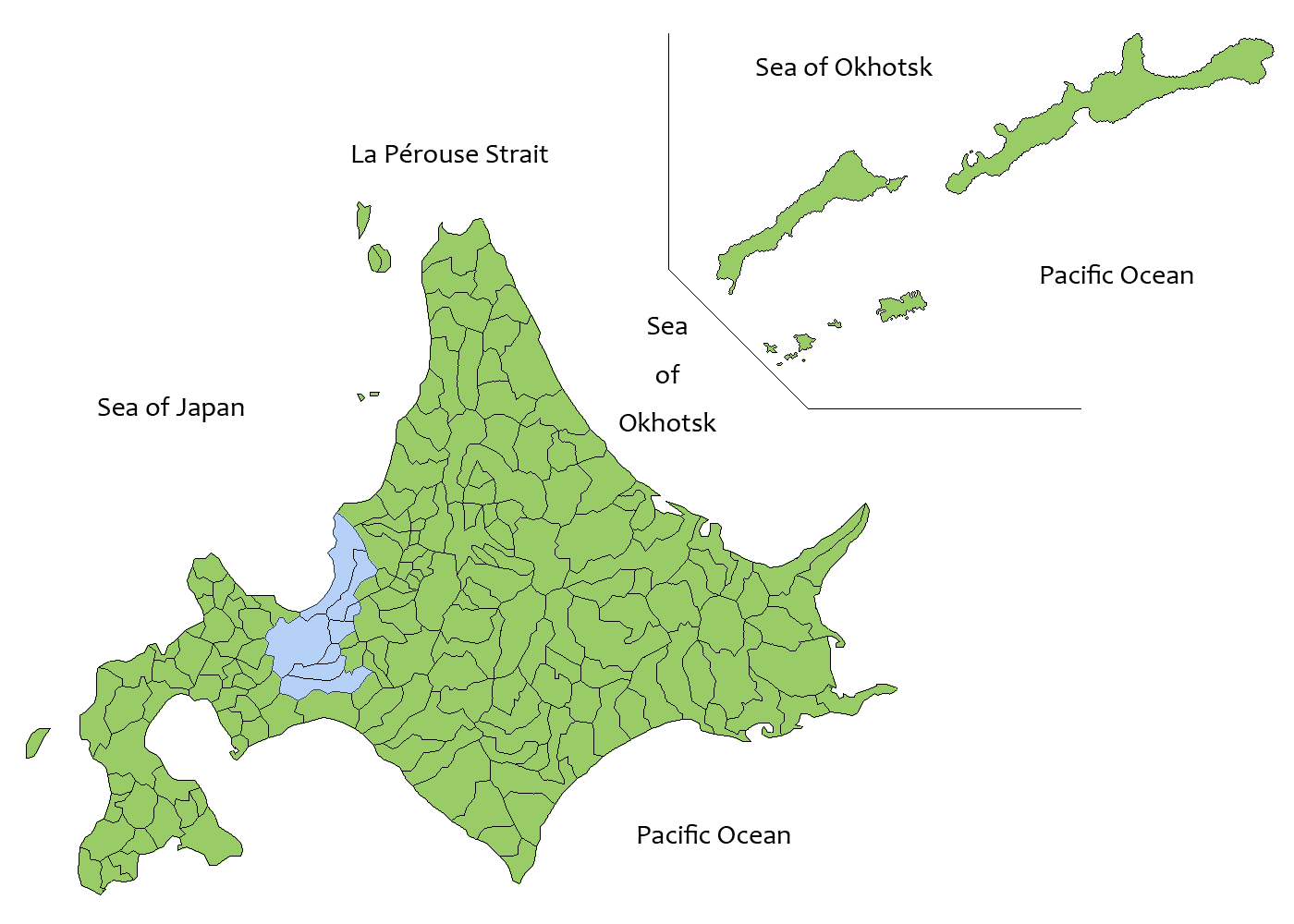
Subprefectura de Ishikari (en celeste) en Hokkaidō.

La Subprefectura de Ishikari (渡島支庁 Ishikari-shichō?) es una subprefectura de Hokkaidō, Japón.  En 2005 tenía una población de 456.300 y una área de 3.936,08 km².

## Geografía

### Ciudades
- Sapporo (capital de la prefectura y la subprefectura)
- Ebetsu
- Chitose
- Eniwa
- Kitahiroshima
- Ishikari

### Distritos
- Distrito de Ishikari
  - Tobetsu
  - Shinshinotsu